# 白い窓の向こう側
『白い窓の向こう側』（しろいまどのむこうがわ）は、ひかわきょうこによる日本の漫画作品。1980年から1981年に、『LaLa』（白泉社）に掲載された。全9話。番外編1話。単行本は花とゆめコミックスから全2巻が、文庫版は白泉社文庫から全1巻が発行された。

## 概要
幼馴染みの高校生カップルが、共に成長していく中で人を恋する気持ちに目覚めていく様子描いた作品。『LaLa』1980年8月号から1981年4月号に、全9話が連載された。また、番外編1話が『LaLa』1981年8月大増刊号に掲載された。

## あらすじ
高校2年生の聖子と義人は、家も近く幼馴染みで仲がよく、校内でもその関係が噂となっている。しかし、聖子と義人は互いを幼い頃と同じ身近な存在に過ぎないと思っていた。そんな中、聖子は、兄の同級生・太堂と出会う。強引で男らしい太堂に聖子は魅かれていき、同時に、年を重ねるごとに少しずつ男らしさを増す義人を、少しずつ遠い存在に感じられてきたことに気づく。一方、太堂に気持ちが傾いていく聖子に気づいた義人は彼女に告白するが、戸惑う聖子は義人を避けるようになり、2人の関係は気まずくなる。これ以上聖子を困らせまいとする義人は彼女から離れていくが、その時初めて、聖子は自分が本当に好きなのは義人だと気づく。

## 登場人物
倉石 聖子（くらいし せいこ）
主人公。高校2年生。素直な性格。幼馴染みの義人と仲良く育つが、兄の友人である太堂に魅かれていく。
矢野 義人（やの よしと）
聖子の幼馴染みで同級生。聖子とは家が近く、昔から仲が良い。大人しく優しい性格。
太堂 昌禎（たいどう まさよし）
聖子の兄の同級生。ワンマンで、ぶっきらぼうな態度の自信家。かつては生徒会長を務め、そのリーダーシップで学校を大きく変えた。
若子（わかこ）
聖子の友人で同級生。愛称はワッコ。聖子と義人の関係を守ろうとし、2人を引き離そうとする吉祥寺と対立。実は、義人への想いを心に秘めている。
吉祥寺 優（きちじょうじ すぐる）
義人の友人で同級生。プレイボーイだが、屈折した性格で一筋縄ではいかない曲者。太堂に好意を抱いていく聖子に気づき、義人に聖子と離れるよう勧める。

## 書誌情報
- ひかわきょうこ『白い窓の向こう側』  白泉社〈花とゆめコミックス〉全2巻
  1. 1980年12月25日初版発行、ISBN 978-4-592-11072-9
  2. 1981年10月25日初版発行、ISBN 978-4-592-11073-6 - 「魔法にかかった夏休み」を同時収録。

- ひかわきょうこ 『白い窓の向こう側』白泉社〈白泉社文庫〉全1巻、2003年3月14日発売、ISBN 978-4-592-88724-9[1]